# ماروسه
ماروسه (به لاتین: Marusy) یک روستا در لهستان است که در گمینا سونگسک واقع شده‌است. ماروسه ۱۷۵ نفر جمعیت دارد.